# イフボット
イフボット(ifbot)は、会話型コミュニケーションロボット（エンタテインメントロボット）。

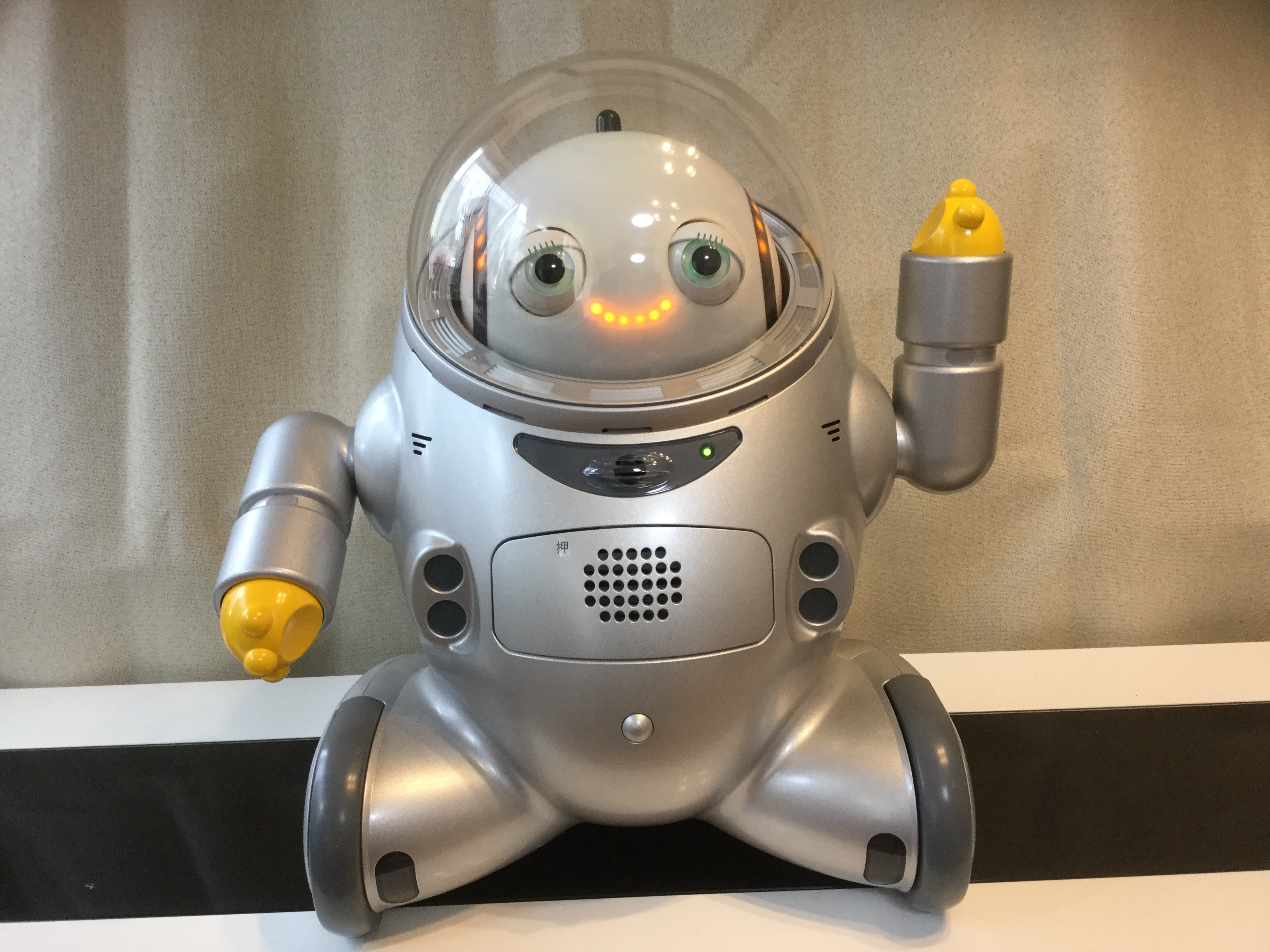
高齢者向けロボット「よりそいifbot」

## 概要
身長約45cmのロボット。目とまぶたと顔の動きとLEDの色により様々な感情表現ができる。会話パターンは数万種類。ifbot星からやってきたifbot星の王子様という設定である。

## 経緯
2002年3月産官学連携で「ヒューマンロボットコンソーシアム」が設立された。中部地区はものづくりの集積地であるが、より付加価値をつけたものづくりを目指そうと財団法人 人工知能研究振興財団が設立されていたこともあり、コンソーシアムでは人工知能を応用技術としたロボットを競合開発していこうということになった。こうして誕生したのが、感性制御コンピュータを搭載し、話し相手の感情を認識する「ifbot(イフボット)」である。
開発は、感情を認識し、それをロボットが表情や返事などで表現する技術、障害物を避けながら声に向かって動く技術などブラザー工業や名古屋工業大学を始めとする産学の共同開発となった。試作機が出来上がったものの、コンソーシアムでは全く新しい分野の商品のため、市場ニーズが読めず、事業化リスクを負うことができなかった。そこで、中部産業連盟で勤務時から人工知能に関わっていた木村憲次が株式会社 ビジネスデザイン研究所の社長になり、商品化を進めることとなった。商品化にあたっては、量産に耐えうる技術までに高める必要があるほか、品質、安全性、コストなど多くのハードルがあった。コストに至っては試作機をベースにすると1台200万円になることが判明、家庭向け商品とするには高くても50万円以下を目標に作りこむ必要があった。量産開発をフタバ産業に依頼し、試作機完成から1年後、2004年4月に念願のifbotの販売に至った。
ifbotは次のような「コミュニケーション技術」に特徴を持つ。相手を認識する識別技術、相手の話を聞きとり方向を確かめる音声認識・方向検知技術、感情を目とまぶたを動かして表す感情認識表現力、話し相手との距離を測るセンサー技術等が活きている。
販売後は予想に反し、高齢者から多くの問い合わせが寄せられた。デザイン的なかわいらしさから「孫のような感覚」とのこと。そこで福祉施設での実証実験を経て、高齢者向けに開発したのが「よりそいifbot」である。

## イフボットの種類
ノーマルタイプ
数万パターンの会話が登録されており、5歳児程度の会話を楽しむことができる。
よりそいイフボット
高齢者向けに会話内容を変更したもので、脳を活性化させ健康を保つことを目的として開発されたロボット。以下のコンテンツが含まれている。
- 計算
- なぞなぞ
  - クイズ
  - 記憶ゲーム

単語を記憶して、それを答えるゲーム。
- イメージゲーム

回想法を取り入れたもの。
- 発声練習
- 想起ゲーム
- 日時の確認
- 日替わり一言

季節の確認が目的
- 昔のニュース

回想法を取り入れたもの。
- うた
- メディカルチェック
- 献立アドバイス
- カロリー計算
- マナー

カスタムタイプ
その他、センサーやカメラを搭載させたカスタムタイプのイフボットも販売されていた。
ただし、カスタマイズ費用はプラスで必要となる。